# Melekeok (staat)
Melekeok is een van de zestien staten van Palau. De staat is gelegen aan de oostkust van het Palause hoofdeiland Babeldaob en heeft een oppervlakte van 28 km², die bewoond wordt door 239 mensen (2000).
In Melekeok liggen zeven dorpen:
- Ertong;
- Melekeok;
- Ngeburch;
- Ngeremecheluch;
- Ngermelech;
- Ngerubesang;
- Ngeruling;
- Ngerulmud

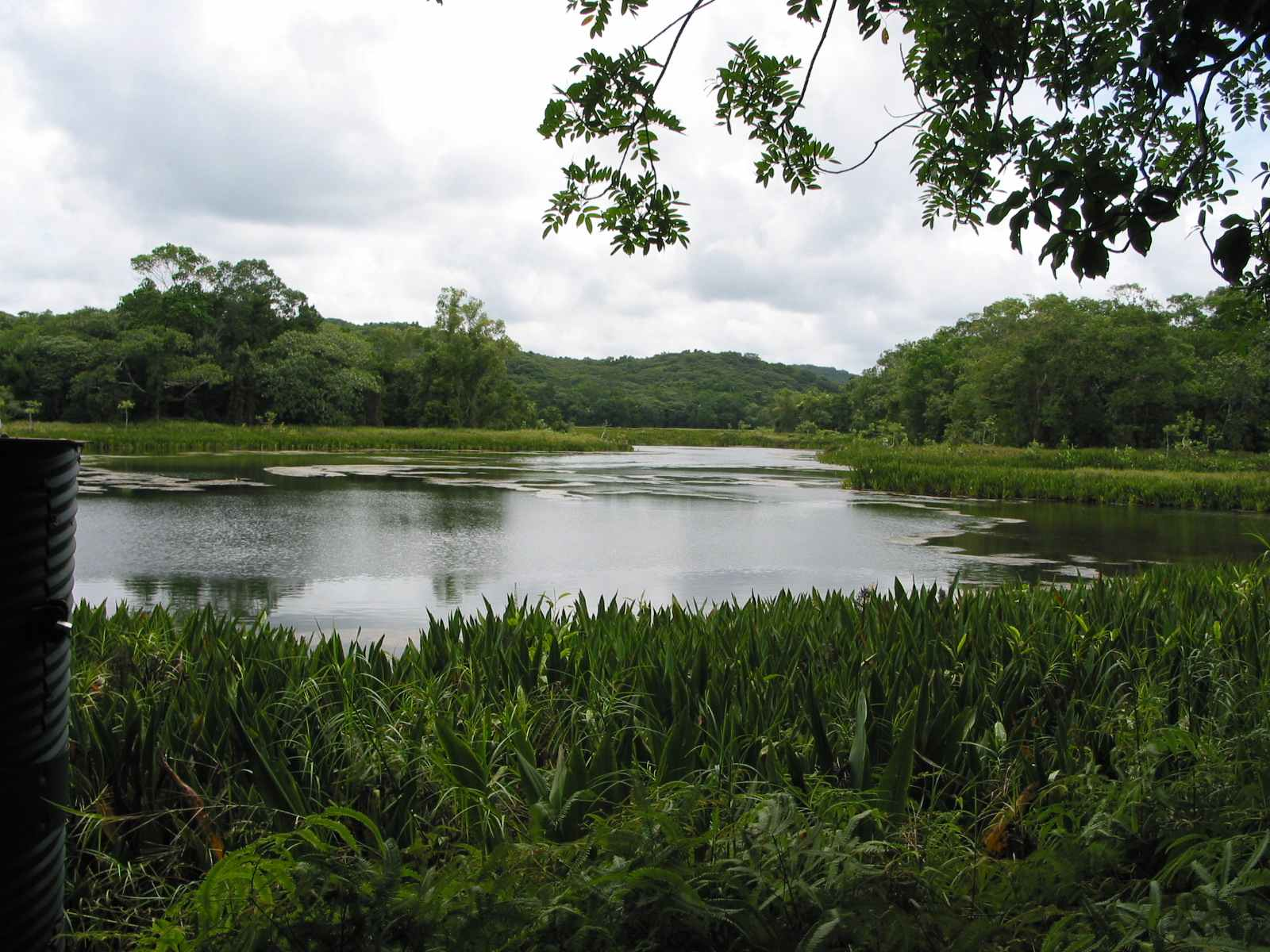
Het Lake Ngardok

In de staat Melekeok ligt het grootste zoetwatermeer van Micronesië: het Lake Ngardok (493 hectare). In dit meer leven zeekrokodillen.
Aimeliik · Airai · Angaur · Hatohobei · Kayangel · Koror · Melekeok · Ngaraard · Ngarchelong · Ngardmau · Ngatpang · Ngchesar · Ngeremlengui · Ngiwal · Peleliu · Sonsorol